# Шеферова боа джудже
Шеферова боа джудже (Xenophidion schaeferi) е вид влечуго от семейство Xenophidiidae.

## Разпространение
Видът е разпространен в Малайзия (Западна Малайзия).